# Harmònics esfèrics

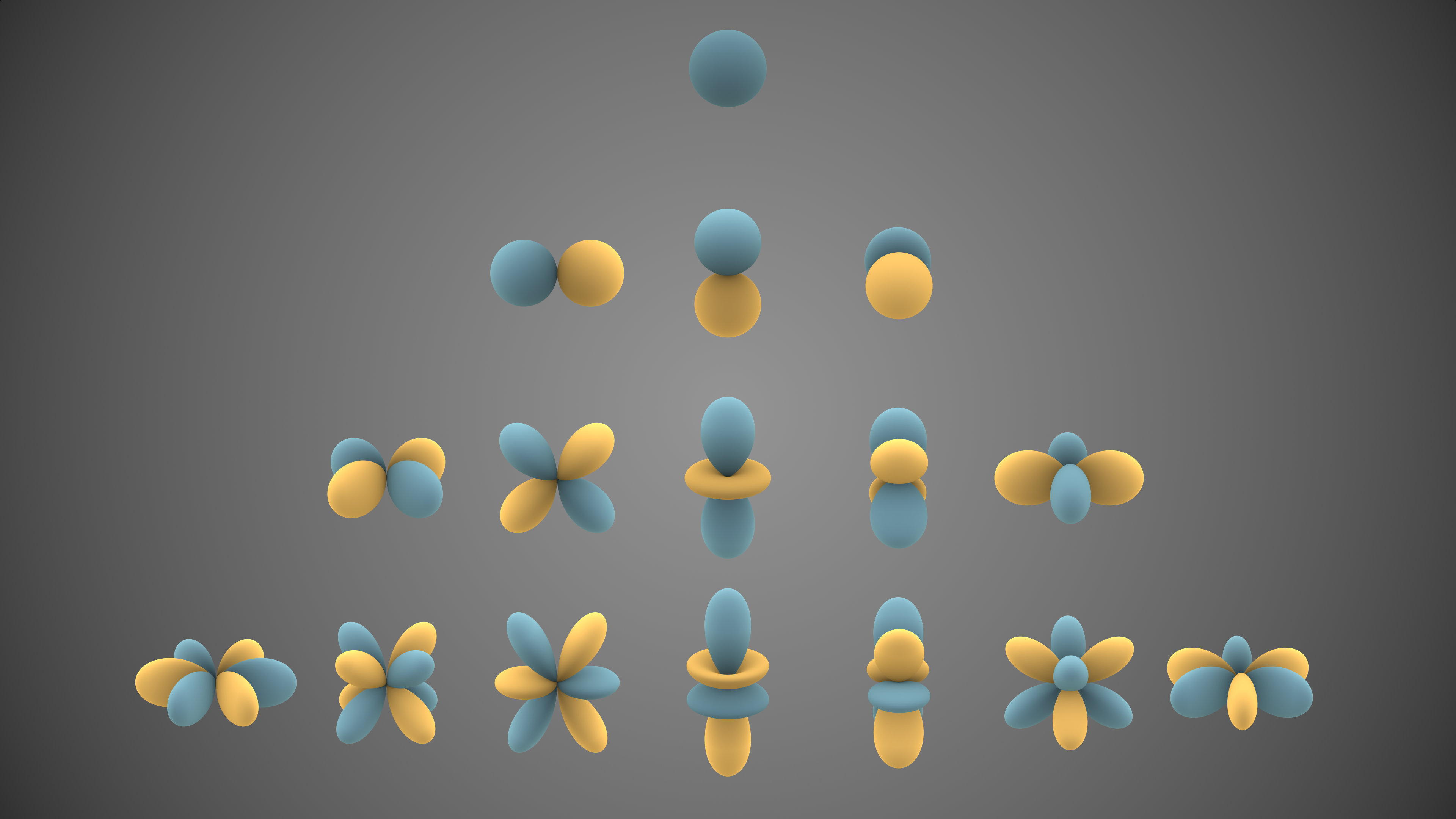
Representacions visuals dels primers harmònics esfèrics reals. Les parts blaves representen regions on la funció és positiva, i les parts grogues representen on és negativa. La distància de la superfície des de l'origen indica el valor absolut de en direcció angular.

En matemàtiques i ciències físiques, els harmònics esfèrics són funcions especials definides a la superfície d'una esfera. Sovint s'utilitzen per resoldre equacions diferencials parcials en molts camps científics. Una llista dels harmònics esfèrics està disponible a la Taula d'harmònics esfèrics.
Com que els harmònics esfèrics formen un conjunt complet de funcions ortogonals i, per tant, una base ortonormal, cada funció definida a la superfície d'una esfera es pot escriure com una suma d'aquests harmònics esfèrics. Això és similar a les funcions periòdiques definides en un cercle que es poden expressar com una suma de funcions circulars (sinus i cosinus) mitjançant sèries de Fourier. Igual que els sinus i cosinus de la sèrie de Fourier, els harmònics esfèrics es poden organitzar per freqüència angular (espacial), tal com es veu a les files de funcions de la il·lustració de la dreta. A més, els harmònics esfèrics són funcions base per a representacions irreductibles de SO(3), el grup de rotacions en tres dimensions i, per tant, tenen un paper central en la discussió teòrica de grup de SO(3).
Els harmònics esfèrics s'originen a partir de la resolució de l'equació de Laplace en els dominis esfèrics. Les funcions que són solucions de l'equació de Laplace s'anomenen harmònics. Malgrat el seu nom, els harmònics esfèrics prenen la seva forma més simple en coordenades cartesianes, on es poden definir com a polinomis homogenis de grau {\displaystyle \ell } en {\displaystyle (x,y,z)} que obeeixen a l'equació de Laplace. La connexió amb coordenades esfèriques sorgeix immediatament si s'utilitza l'homogeneïtat per extreure un factor de dependència radial {\displaystyle r^{\ell }} del polinomi de grau esmentat anteriorment {\displaystyle \ell }; el factor restant es pot considerar en funció de les coordenades angulars esfèriques {\displaystyle \theta } i {\displaystyle \varphi } només, o de manera equivalent, del vector unitari d'orientació {\displaystyle \mathbf {r} } especificat per aquests angles. En aquest entorn, es poden veure com la porció angular d'un conjunt de solucions de l'equació de Laplace en tres dimensions, i aquest punt de vista sovint es pren com una definició alternativa. Observeu, però, que els harmònics esfèrics no són funcions de l'esfera que siguin harmòniques respecte a l'operador de Laplace-Beltrami per a la mètrica rodona estàndard de l'esfera: les úniques funcions harmòniques en aquest sentit a l'esfera són les constants, ja que les funcions harmòniques. satisfer el principi de màxim. Els harmònics esfèrics, com a funcions a l'esfera, són funcions pròpies de l'operador de Laplace-Beltrami (vegeu la secció Dimensions més altes a continuació).

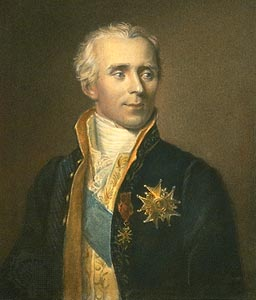
Pierre-Simon Laplace, 1749–1827

Un conjunt específic d'harmònics esfèrics, denotats {\displaystyle Y_{\ell }^{m}(\theta ,\varphi )} o {\displaystyle Y_{\ell }^{m}({\mathbf {r} })}, són coneguts com els harmònics esfèrics de Laplace, ja que van ser introduïts per primera vegada per Pierre Simon de Laplace el 1782. Aquestes funcions formen un sistema ortogonal i, per tant, són bàsiques per a l'expansió d'una funció general a l'esfera tal com s'ha al·ludit anteriorment.
Els harmònics esfèrics són importants en moltes aplicacions teòriques i pràctiques, incloent la representació de camps electroestàtics i electromagnètics multipolars, configuracions d'electrons, camps gravitatoris, geoides, camps magnètics de cossos planetaris i estrelles, i la radiació còsmica de fons de microones. En els gràfics per ordinador 3D, els harmònics esfèrics tenen un paper en una gran varietat de temes, com ara la il·luminació indirecta (oclusió ambiental, il·luminació global, transferència de radiació precomputada, etc.) i el modelatge de formes 3D.

## Història
Els harmònics esfèrics es van investigar per primera vegada en relació amb el potencial newtonià de la llei de gravitació universal de Newton en tres dimensions. El 1782, Pierre-Simon de Laplace havia determinat, a la seva Mécanique Céleste, que el potencial gravitatori {\displaystyle \mathbb {R} ^{3}\to \mathbb {R} } en un punt x associat a un conjunt de masses puntuals mi situades en els punts xi venia donada per{\displaystyle V(\mathbf {x} )=\sum _{i}{\frac {m_{i}}{|\mathbf {x} _{i}-\mathbf {x} |}}.}Cada terme de la suma anterior és un potencial newtonià individual per a una massa puntual. Just abans d'aquell moment, Adrien-Marie Legendre havia investigat l'expansió del potencial newtonià en potències. Va descobrir que si r ≤ r1 llavors:
{\displaystyle {\frac {1}{|\mathbf {x} _{1}-\mathbf {x} |}}=P_{0}(\cos \gamma ){\frac {1}{r_{1}}}+P_{1}(\cos \gamma ){\frac {r}{r_{1}^{2}}}+P_{2}(\cos \gamma ){\frac {r^{2}}{r_{1}^{3}}}+\cdots }on γ és l'angle entre els vectors x i x1. Les funcions {\displaystyle P_{i}:[-1,1]\to \mathbb {R} } són els polinomis de Legendre, i es poden derivar com un cas especial d'harmònics esfèrics. Posteriorment, a les seves memòries de 1782, Laplace va investigar aquests coeficients utilitzant coordenades esfèriques per representar l'angle γ entre x1 i x. (Vegeu Aplicacions dels polinomis de Legendre a la física per a una anàlisi més detallada.)
El 1867, William Thomson (Lord Kelvin) i Peter Guthrie Tait van introduir els harmònics esfèrics sòlids al seu Tractat de filosofia natural, i també van introduir per primera vegada el nom d'"harmònics esfèrics" per a aquestes funcions. Els harmònics sòlids eren solucions polinomials homogènies {\displaystyle \mathbb {R} ^{3}\to \mathbb {R} } de l'equació de Laplace{\displaystyle {\frac {\partial ^{2}u}{\partial x^{2}}}+{\frac {\partial ^{2}u}{\partial y^{2}}}+{\frac {\partial ^{2}u}{\partial z^{2}}}=0.}En examinar l'equació de Laplace en coordenades esfèriques, Thomson i Tait van recuperar els harmònics esfèrics de Laplace. (Vegeu la secció següent, "Representació polinomial harmònica".) El terme "coeficients de Laplace" va ser emprat per William Whewell per descriure el sistema particular de solucions introduïts al llarg d'aquestes línies, mentre que altres van reservar aquesta designació per als harmònics esfèrics zonals que havien estat correctament. introduït per Laplace i Legendre.
El desenvolupament de les sèries de Fourier al segle xix va fer possible la solució d'una gran varietat de problemes físics en dominis rectangulars, com ara la solució de l'equació de calor i l'equació d'ona. Això es podria aconseguir mitjançant l'expansió de funcions en sèries de funcions trigonomètriques. Mentre que les funcions trigonomètriques d'una sèrie de Fourier representen els modes fonamentals de vibració en una corda, els harmònics esfèrics representen els modes fonamentals de vibració d'una esfera de la mateixa manera. Molts aspectes de la teoria de les sèries de Fourier es podrien generalitzar prenent expansions en harmònics esfèrics en lloc de funcions trigonomètriques. A més, de manera anàloga a com les funcions trigonomètriques es poden escriure de manera equivalent com a exponencials complexes, els harmònics esfèrics també posseïen una forma equivalent a les funcions de valors complexos. Això va ser un benefici per als problemes que posseïen simetria esfèrica, com els de la mecànica celeste estudiada originalment per Laplace i Legendre.
La prevalença dels harmònics esfèrics ja en la física va establir l'escenari per a la seva importància posterior en el naixement de la mecànica quàntica al segle xx. Els harmònics esfèrics (de valor complex). {\displaystyle S^{2}\to \mathbb {C} } són funcions pròpies del quadrat de l'operador del moment angular orbital{\displaystyle -i\hbar \mathbf {r} \times \nabla ,}i per tant representen les diferents configuracions quantificades dels orbitals atòmics.

## Harmònics esfèrics de Laplace

Harmònics esfèrics reals (Laplace). per (de dalt a baix) i (esquerra a dreta). Els harmònics zonals, sectorials i tesserals es representen al llarg de la columna més a l'esquerra, la diagonal principal i en altres llocs, respectivament. (Els harmònics d'ordre negatiu es mostraria girat al voltant de l'eix z per respecte als d'ordre positiu.)

L'equació de Laplace imposa que el laplacià d'un camp escalar f és zero. (Aquí s'entén que el camp escalar és complex, és a dir, que correspon a una funció (lisa). {\displaystyle f:\mathbb {R} ^{3}\to \mathbb {C} }.) En coordenades esfèriques això és:{\displaystyle \nabla ^{2}f={\frac {1}{r^{2}}}{\frac {\partial }{\partial r}}\left(r^{2}{\frac {\partial f}{\partial r}}\right)+{\frac {1}{r^{2}\sin \theta }}{\frac {\partial }{\partial \theta }}\left(\sin \theta {\frac {\partial f}{\partial \theta }}\right)+{\frac {1}{r^{2}\sin ^{2}\theta }}{\frac {\partial ^{2}f}{\partial \varphi ^{2}}}=0.}Considereu el problema de trobar solucions de la forma f(r, θ, φ) = R(r) Y(θ, φ). Per separació de variables, dues equacions diferencials resulten imposant l'equació de Laplace:{\displaystyle {\frac {1}{R}}{\frac {d}{dr}}\left(r^{2}{\frac {dR}{dr}}\right)=\lambda ,\qquad {\frac {1}{Y}}{\frac {1}{\sin \theta }}{\frac {\partial }{\partial \theta }}\left(\sin \theta {\frac {\partial Y}{\partial \theta }}\right)+{\frac {1}{Y}}{\frac {1}{\sin ^{2}\theta }}{\frac {\partial ^{2}Y}{\partial \varphi ^{2}}}=-\lambda .}La segona equació es pot simplificar amb el supòsit que Y té la forma Y(θ, φ) = Θ(θ) Φ(φ). L'aplicació de la separació de variables de nou a la segona equació dona pas al parell d'equacions diferencials

Imatge alternativa per als harmònics esfèrics reals.

{\displaystyle {\frac {1}{\Phi }}{\frac {d^{2}\Phi }{d\varphi ^{2}}}=-m^{2}}{\displaystyle \lambda \sin ^{2}\theta +{\frac {\sin \theta }{\Theta }}{\frac {d}{d\theta }}\left(\sin \theta {\frac {d\Theta }{d\theta }}\right)=m^{2}}per algun nombre m. A priori, m és una constant complexa, però com que Φ ha de ser una funció periòdica el període de la qual divideix uniformement 2π, m és necessàriament un nombre enter i Φ és una combinació lineal de les exponencials complexes e± imφ. La funció solució Y(θ, φ) és regular als pols de l'esfera, on θ = 0, π. Imposar aquesta regularitat a la solució Θ de la segona equació als punts límit del domini és un problema de Sturm-Liouville que obliga el paràmetre λ a tenir la forma λ = ℓ (ℓ + 1) per a algun nombre enter no negatiu amb ℓ ≥ |m|; això també s'explica a continuació en termes del moment angular orbital. A més, un canvi de variables t = cos θ transforma aquesta equació en l'equació de Legendre, la solució de la qual és múltiple del polinomi de Legendre associat Pm
ℓ(cos θ). Finalment, l'equació de R té solucions de la forma {\displaystyle R(r)=Ar^{l}+Br^{(-l-1)}}; requerint que la solució sigui regular al llarg de R3 forces B = 0.
Aquí es va suposar que la solució tenia la forma especial Y(θ, φ) = Θ(θ) Φ(φ). Per a un valor donat de ℓ, hi ha 2ℓ + 1 solucions independents d'aquesta forma, una per a cada enter m amb −ℓ ≤ m ≤ ℓ. Aquestes solucions angulars {\displaystyle Y_{\ell }^{m}:S^{2}\to \mathbb {C} } són un producte de funcions trigonomètriques, aquí representades com una exponencial complexa, i polinomis de Legendre associats:{\displaystyle Y_{\ell }^{m}(\theta ,\varphi )=Ne^{im\varphi }P_{\ell }^{m}(\cos {\theta })}que compleixen
{\displaystyle r^{2}\nabla ^{2}Y_{\ell }^{m}(\theta ,\varphi )=-\ell (\ell +1)Y_{\ell }^{m}(\theta ,\varphi ).}Aquí {\displaystyle Y_{\ell }^{m}:S^{2}\to \mathbb {C} } s'anomena funció harmònica esfèrica de grau ℓ i d'ordre m, {\displaystyle P_{\ell }^{m}:[-1,1]\to \mathbb {R} } és un polinomi de Legendre associat, N és una constant de normalització, i θ i φ representen la colatitud i la longitud, respectivament. En particular, la colatitud θ, o angle polar, oscil·la entre 0 al pol nord, a π/2 a l'equador, a π al pol sud, i la longitud φ, o azimut, pot assumir tots els valors amb 0 ≤ φ < 2π.